# Pseudocarcinus gigas
A Pseudocarcinus gigas a felsőbbrendű rákok (Malacostraca) osztályának tízlábú rákok (Decapoda) rendjébe, ezen belül a Menippidae családjába tartozó faj.
Nemének az egyetlen faja.

## Előfordulása
A Pseudocarcinus gigas előfordulási területe az Indiai-óceánban van. Ausztrália déli, kontinentális selfjén lelhető fel.

## Megjelenése
A világ egyik legnagyobb rákfaja. A páncél átmérője 46 centiméter, testtömege legfeljebb 13 kilogramm. A hím kétszer nagyobb a nősténynél. A külső váza fehéres, ollóin és páncélján vörös mintázattal. A nőstény színt vált a peterakás idején.

## Életmódja
Általában mélytengeri rák, amely 20-820 méteres mélységekben él; a legtöbbször 140-270 méteres mélységben található meg. Ez a rákfaj lassan mozgó állatokkal táplálkozik, például csigákkal, tengericsillagokkal és egyéb rákokkal.

## Szaporodása
Június és július között szaporodik. A nőstény körülbelül négy hónapon keresztül, magával hordozza a 0,5-2 millió petéjét.

## Felhasználása
1992-től Tasmania vizeiben ipari mértékben halásszák a Pseudocarcinus gigast. Mivel hosszú életű állat és igen lassan növekszik, félő, hogy a túlhalászás miatt kipusztul, emiatt 2004-től évente már csak 62,1 tonnát szabad kifogni e rákfajból. 2005-ben huszonötön kaptak engedélyt a kifogására. A zsákmány értéke 2 millió ausztrál dollár volt.

## Képek

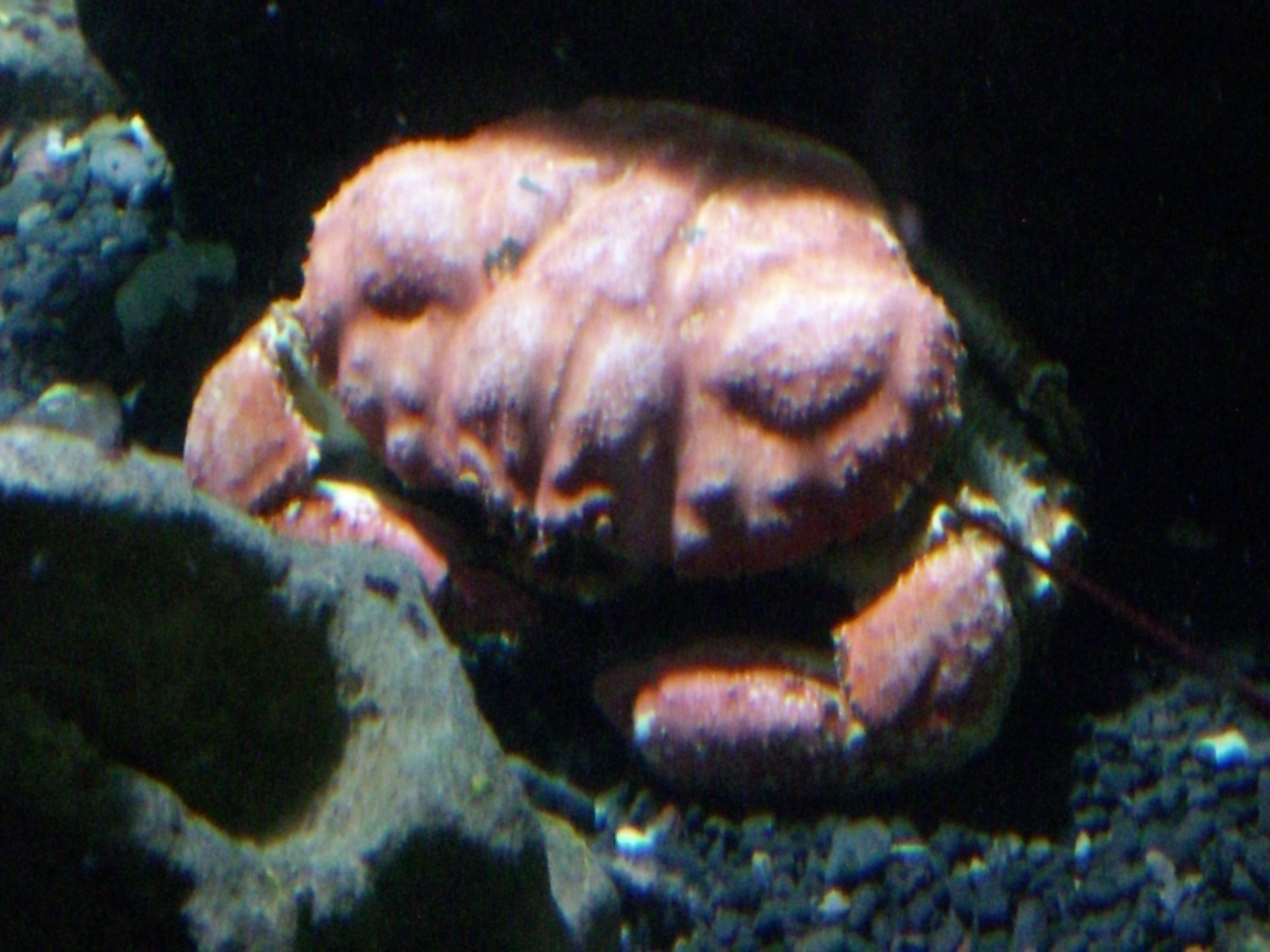
A természetes élőhelyén
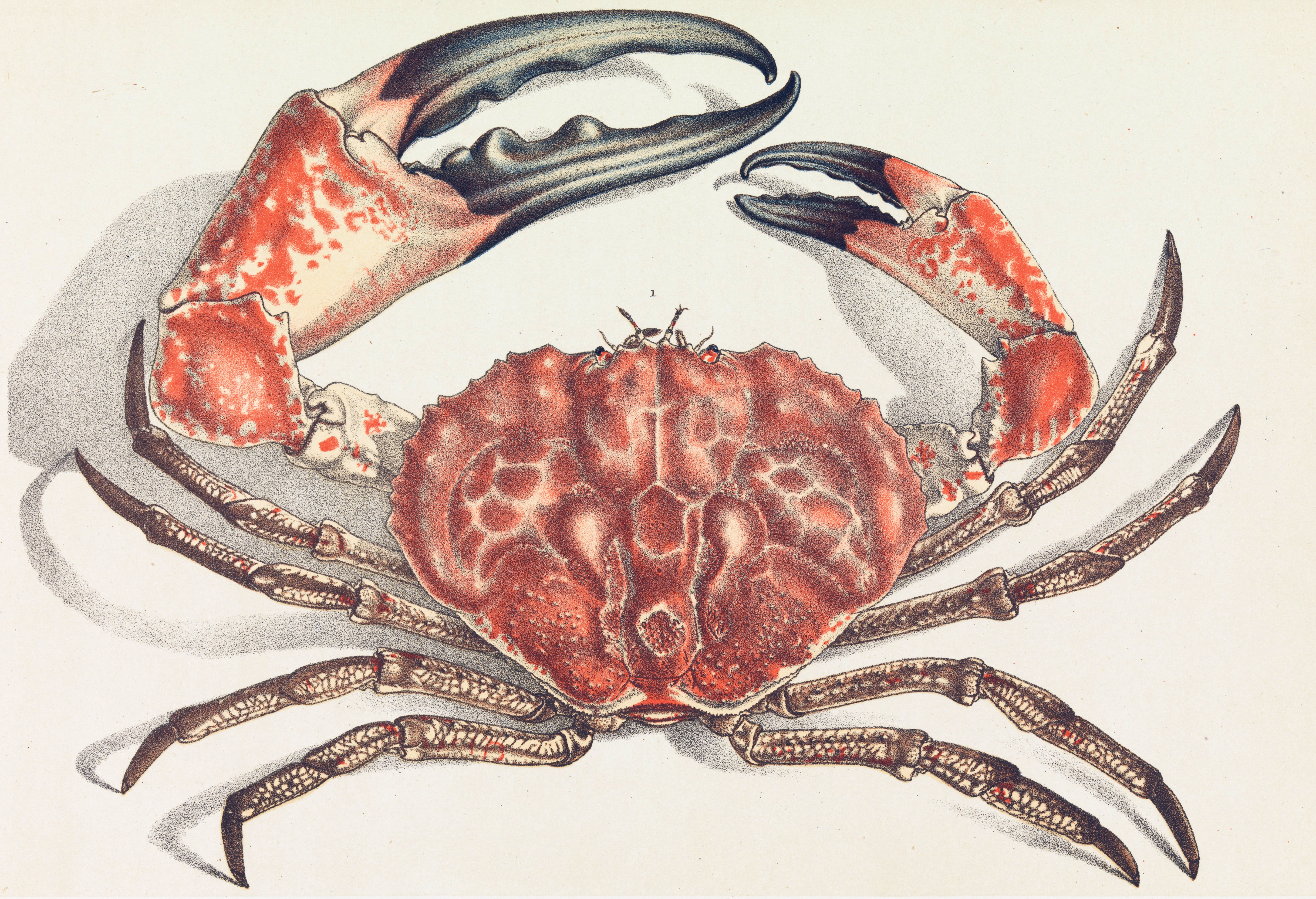
Rajz a rákról

### Fordítás
- Ez a szócikk részben vagy egészben  a   Tasmanian giant crab című angol Wikipédia-szócikk ezen változatának fordításán alapul.  Az eredeti cikk szerkesztőit annak laptörténete sorolja fel. Ez a jelzés csupán a megfogalmazás eredetét és a szerzői jogokat jelzi, nem szolgál a cikkben szereplő információk forrásmegjelöléseként.